# Pseudodicrogenium monstrosum
Pseudodicrogenium monstrosum är en stekelart som beskrevs av Josef Fahringer 1936. Pseudodicrogenium monstrosum ingår i släktet Pseudodicrogenium och familjen bracksteklar. Inga underarter finns listade i Catalogue of Life.